# Klaas Sixma
Klaas Sixma (Velsen, 30 augustus 1916 - Vught, 30 augustus 1944) was een Nederlands verzetsstrijder tijdens de Tweede Wereldoorlog.
Hij was de zoon van Frederik Hendrik Sixma, directeur van de Goudse Machinale Garenspinnerij. Gehuwd en had twee kinderen. 

Sixma was actief in het verzet en had een Joodse onderduiker verborgen in zijn huis aan de Van Baerlestraat in Gouda. Tijdens de jaarwisseling van 1943/1944 deden de Duitsers een inval in de woning van zijn vader Frederik. Klaas, zijn zwangere echtgenote en zijn dochtertje waren op dat moment aanwezig om de jaarwisseling te vieren. Hij werd gearresteerd en werd naar Amersfoort getransporteerd.Het huis in de van Baerlestraat werd in beslag genomen (net als later bij de verzetsman Abraham de Korte in dezelfde straat op nummer 20).
Ergens dat voorjaar is Sixma opgenomen in een ziekenhuis, vermoedelijk voor een blindedarmoperatie. Het is niet duidelijk of dat een gespeelde ziekte was. Wel duidelijk is dat hij ontsnapte en naar Gouda kwam. Hij is toen opnieuw opgepakt en naar Kamp Vught gebracht.
Op 30 augustus 1944 is Sixma samen met nog 21 anderen door de Duitsers geëxecuteerd. Klaas Sixma is gecremeerd te Vught.